# Ceratophaga infuscatella
Ceratophaga infuscatella är en fjärilsart som beskrevs av Joannis 1897. Ceratophaga infuscatella ingår i släktet Ceratophaga och familjen äkta malar. Inga underarter finns listade i Catalogue of Life.